# 5591 Koyo
5591 Koyo (1990 VF2) là một tiểu hành tinh vành đai chính được phát hiện ngày 10 tháng 11 năm 1990 bởi T. Urata ở Oohira.